# Општина Равне на Корошкем
Општина Равне на Корошкем (словен. Ravne na Koroškem) је једна од општина Корушке регије у држави Словенији. Седиште општине је истоимени град Равне на Корошкем.

## Природне одлике
Рељеф: Општина Равне на Корошкем налази се у северном делу Словеније, у северозападном делу покрајине словеначке Корушке. Општина је гранична ка Аустрији на северозападу. Општина се налази у доњем делу долине реке Меже, испод Караванки.
Клима: У општини влада умерено континентална клима.
Воде: Најважнији водоток у општини је река Межа. Сви остали водотоци су мали и њене су притоке.

## Становништво
Општина Равне на Корошкем је густо насељена.

## Насеља општине
| - Брдиње - Добја Вас - Добрије - Зелен Брег - Корошки Селовец - Котље - Навршки Врх - Подгора | - Подкрај - Прешки Врх - Равне на Корошкем - Селе - Стражишче - Стројна - Толсти Врх - Уршља Гора |  |

## Додатно погледати
- Равне на Корошкем